# Містифікації Чжемао

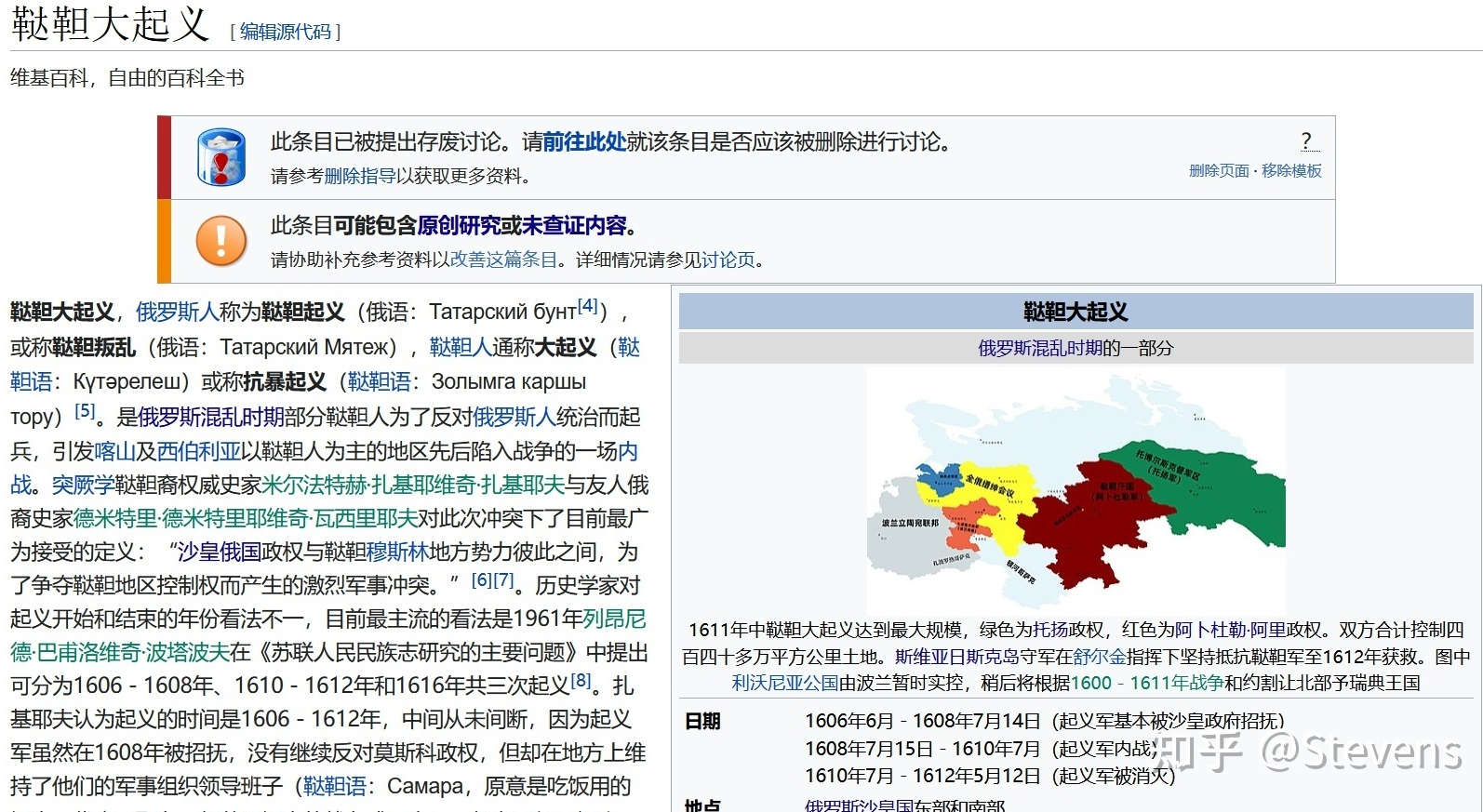
Стаття-містифікація «Велике татарське повстання»

Впродовж 2012–22 років китайська редакторка Вікіпедії під нікнеймом Чжемао (кит.: 折毛; піньїнь: Zhémáo) створила понад 200 вікістатей про вигадані події середньовічної історії Росії (переважно в китайськім, але також і в англомовному розділах). Йдеться, наприклад, про боротьбу великоруських князівств за володіння вигаданим срібним рудником міста Кашин і низки татарських повстань. 
Чжемао використовувала машинний переклад для розуміння написаного в російськомовних джерелах та заповнювала прогалини у відомостях своїми вигадками. Вона почала цю практику ще у 2010 році з тем китайської історії, але у 2012 році звернулася до російської історії, зокрема, до політичних взаємодій середньовічних слов'янських держав. Багато з її статей-містифікацій були створені для того, щоб заповнити деталі її початкових вигадок.
Понад десять років Чжемао уникала викриття, завойовуючи довіру спільноти, видаючи себе за російського дослідника історії зі ступенем кандидата наук, використовуючи додаткові облікові записи для імітації своєї підтримки та експлуатуючи віру інших учасників у те, що написане у цих статтях відповідає написаному у вказаних важкодоступних джерелах.

## Характеристики містифікації
Чжемао почала публікувати історичні містифікації у 2010 році, з фантазійно прикрашеною біографією Хешеня, чиновника-корупціонера династії Цін. Через два роки вона звернулась до історії Росії, спочатку до біографії Олександра I, а потім до історії середньовічних слов'янських держав. Чжемао пізніше пояснила, що винаходила історичні події для заповнення прогалин у ранніх містифікаціях.
Статті, в яких історичні дані були змішані з фантазіями, були докладні та забезпеченими посиланнями на джерела, проте деякі з цих посилань були фальшивими. Наприклад, Чжемао посилалася на неіснуючий китайський переклад 29-томної роботи «Історія Росії з найдавніших часів» дореволюційного історика Сергія Соловйова, нібито опублікований у 1983. Мережа статей-містифікацій була побудована навколо вигаданої срібної копальні в місті Кашин, на якому нібито працювали 30 тисяч рабів і 10 тисяч вільнонайманих, і тривалої війни між Москвою і Твер'ю за володіння цією копальні. Її найдовша стаття, що по довжині наближена до роману, описувала три вигадані татарські повстання XVII століття, їх вплив на Росію, і була доповнена картою, намальованою Чжемао. Ці статті містили докладну інформацію про історичні монети, фотографії яких були нібито зроблені російськими археологами, та посуд. Статтю Чжемао про депортацію китайців у СРСР 1920-х — 1930-х років (яка реально відбувалась) було визнано «вибраною статтею» в китайській Вікіпедії. Також ця стаття була перекладена і додана в англійський, російський та арабський розділи Вікіпедії (після викриття ці статті були видалені або переписані з нуля).
Чжемао завоювала довіру інших учасників, називаючи себе кандидатом історичних наук зі ступенем, отриманим у МДУ, нащадком китайського дипломата в Росії та дружиною росіянина. У китайській Вікіпедії вона здобула внутрішньовікіпедійну нагороду за свою роботу. При цьому вона використовувала кілька додаткових облікових записів для створення видимості своєї підтримки та спілкувалася з ними на сторінках Вікіпедії. Одна з них велася від імені аспіранта Пекінського університету, що спеціалізується на російській історії, який заявляв, що знайомий з Чжемао поза Вікіпедією. Ці облікові записи також вносили неправдиві дані про династію Цін та Росії в період правління Путіна.
На особистій сторінці Чжемао вказала, що її прізвище — Лі, вона проти крайнього націоналізму, расизму, сьогоднішньої системи освіти КНР, також що має негативне ставлення до Путіна, підкріпивши ці слова приспівкою «Путін — хуйло!» і те, що вважає великий китайський фаєрвол перешкодою для китайської Вікіпедії.

## Викриття та наслідки
У 2022 році китайський автор інтернет-романів під ніком Іфань (кит.: 伊凡) натрапив на цю мережу статей в ході збору матеріалу для своєї книги та зацікавився історією «Кашинського срібного рудника», який був описаний аж до деталей про склад надр, структуру шахти та технологічні процеси очищення. Він виявив, що паралельні статті в російській Вікіпедії набагато коротші або не існують, що китайські статті описували людей і подробиці, відсутні в інших вікіпедіях, що посилання, що «підтверджує» текст про середньовічний спосіб видобутку, вело на статтю про моделювання родовищ пластів корисних копалин гірських порід у сучасній комп'ютерній програмі. Місто Кашин існувало, але срібна копальня — ні. Іфань попросив російськомовних людей перевірити деталі – деякі посилання не відповідали написаному, а вказані сторінки та видання книжок не існували. Подальше дослідження довгих статей Чжемао про битви слов'янських народів показало, що вони відсутні в російській історіографії. У червні Іфань опублікував своє розслідування на китайському форумі питань та відповідей Zhihu.
Як то кажуть, щоб захистити брехню, тобі доводиться брехати ще більше.
У тому ж місяці Чжемао опублікувала в англійській Вікіпедії вибачення і пояснила, що її дії, які спочатку не зловмисні, вийшли з-під контролю. Вона розповіла, що є домогосподаркою, не має історичної освіти та не має змоги вільно читати російською та англійською. Бувши нездатною читати джерела в оригіналі, вона покращувала видачу машинного перекладача за допомогою своєї уяви, що переросло в написання розвинених літературних текстів. Чжемао пояснила використання додаткових облікових записів, створення уявних друзів своєю самотністю та нестачею спілкування в реальному житті через часті подорожі чоловіка по роботі. Вона просила вибачення перед російськими істориками, з якими потоваришувала і чию поведінку копіювала, і пообіцяла зайнятися рукоділлям замість продовження написання статей.
Учасники Вікіпедії вивчили внесок Чжемао у більш ніж 300 статей, часом звертаючись до експертів для відокремлення фактів від вигадки. Більшість її статей були видалені 17 червня, а додаткові облікові записи заблоковані, основний обліковий запис було заблоковано в китайській Вікіпедії. Містифікації Чжемао визнані одними з найбільших в історії Вікіпедії. Вони стали можливими через те, що досвідчені редактори Вікіпедії зазвичай перевіряють наявність у статті посилань на авторитетні джерела та відсутність явно неправдивих відомостей, але не перевіряють відповідність тексту у Вікіпедії з текстом важкодоступного джерела. Дописувачі китайської Вікіпедії були незадоволені обманом з її боку і репутаційним збитком, завданим Вікіпедії. Технологічне видання Engadget порівняло історію Чжемао зі скандалом з іншим вікіпедистом Essjay у 2007 році — той теж був студентом-самозванцем, який видавав себе за професора.
Ця історія знову порушила питання про найдійність написаного у Вікіпедії, а деякі коментатори назвали Чжемао «китайським Борхесом» на честь аргентинського письменника, відомого літературними містифікаціями. Багато коментаторів звернули увагу, що, судячи з відгуків вікіпедистів про якість текстів Чжемао, вона могла б написати роман або сценарій фільму, дія якого відбувається на території Росії в середньовіччі.